# Gonciarnia
Gonciarnia (także: pracownia gonciarska) – zakład wytwarzania gontów wyposażony w gonciarki, a w prymitywniejszych warunkach w narzędzia do ręcznej obróbki gontów oraz umożliwiające ich struganie, czy łupanie.